# Empty Garden (Hey Hey Johnny)
Empty Garden (Hey Hey Johnny) is een nummer van de Britse zanger Elton John uit 1982. Het is de tweede single van zijn zestiende studioalbum Jump Up!.
Het nummer is een ode aan John Lennon, die vijftien maanden eerder vermoord werd. John en Lennon waren goede vrienden van elkaar. De twee hebben regelmatig samen opgetreden, één van deze optredens was Lennons laatste. In de eerste instantie dacht John dat een lied voor Lennon "niet handig" zou zijn, totdat hij de tekst van Bernie Taupin zag. John schreef eerder een instrumentaal eerbetoon aan Lennon, getiteld "The Man Who Never Died", dat verscheen op de B-kant van Nikita.
"Empty Garden" werd vooral een hit in Noord-Amerika. Minder succesvol was het in Johns thuisland het Verenigd Koninkrijk met een bescheiden 51e positie. In Nederland bereikte het nummer de 13e positie in de Tipparade.